# 1587 w literaturze
Wydarzenia literackie w 1587 roku.

## Nowe książki
- polskie
  - Sebastian Grabowiecki – Martinus Lauter eiusque levitas (broszura antyreformacyjna)
  - Jan Kochanowski – Wróżki

## Nowe poezje
- polskie
  - Jan Kochanowski – Proporzec albo hołd pruski

## Nowe dramaty
- polskie
  - Szymon Szymonowic – Castus Joseph

## Urodzili się
- Francis Kynaston, angielski poeta i tłumacz (zm. 1642)
- Joost van den Vondel, holenderski poeta i dramaturg (zm. 1679)